# Naša kri
Naša kri je drama, ki jo je Fran Saleški Finžgar napisal leta 1912. Zgodba se odvija na Gorenjskem avgusta 1813.

## Osebe
- Miklavž Borštnik, francoski maire
- Borštnica, njegova žena
- Jerica, njegova hči
- Štefan, posestnikov sin, Jeričin ženin
- Matija, Borštnikov hlapec
- Gašper, Podrepec, Kos, Matijevec, kmetje
- Rok, kmečki sin
- Groga, mežnar
- Louis Renard, francoski častnik
- Benoit Turbot, sergent-major
- Starka
- Postiljon
- Vojaki, fantje, dekleta, dečki, deklice

## Vsebina

### 1. dejanje
Vojska je prinesla veliko pomanjkanje, vaški fantje so vsi kontrabantarji in skrivači, vodi jih Štefan. Jerici pisari tudi Renard, a Jerica tujca za noben denar ne mara. Ljudje sovražijo Francoze zaradi hudih davkov, v gostilni jim maire prebere oznanilo, da mora vas dati nekaj fantov za vojsko. Tedaj plat zvona opozori, da v vas prihaja Renard s konjenico; fantje se takoj umaknejo v gore, saj je Renard trd vojak, le do Jerice je zaljubljeno mehak, kar pa ona ostro zavrača.

### 2. dejanje
Renard osvaja Jerico, a brez uspeha, nad njo bedi zvesti Matija. Jezni komandant rad prisluhne Turbotu, ki mu svetuje, naj Štefana in še nekaj fantov ujame za huzarje; ko bo Štefan proč, se ga Jerica ne bo več bala in bo ustregla Renardovim željam. Renard res pošlje vojake pred cerkev, a pri maši ni fantov, vsi so v gorah, ker Francozom ne zaupajo. Ko Renard še zve, da so skrivači napadli njegove junake, zagrozi vaščanom s trdo roko in se sam odpravi na lov v planino. Tedaj prinese postiljon novico, da so oropali pošto in dva junaka ubili, vas bo obtožena tolovajstva in kazni bodo hude. Maire odpaše kokardo in z možmi sklene, da bodo drago prodali svoja življenja.

### 3. dejanje
Turbot se hvali, da je Štefana ustrelil, a Jerica zdaj Renarda še bolj odločno odklanja, češ, da so njegove roke krvave. Turbot pritiska nanjo z grožnjami, da bo vas požgana in možje z županom na čelu ustreljeni, tako je ukazal sam general, ona pa lahko reši vas in očeta ... Toda Jerica se ne vda niti za to ceno. Renarda muči neizpolnjena ljubezen, poleg tega sluti, da Napoleonova zvezda zahaja, a skuša biti do konca zvest; mairu postavi ultimat: ali plačajo davek in dajo skrivače ali pa bo izpolnil generalovo povelje. Jerica izmakne komandantu pištolo, da bi ga ustrelila, a svojega namena ne more izpeljati, ker se ji zaradi njegove potrtosti zasmili. Renard obljubi, da očetu ne bo storil nič žalega, in jo strastno objame, a že je tu Matija, ki prinese Jerici pozdrav od Štefana. Na njegova žaljive besede Renard potegne meč, Matija pa ga z nožem zabode v ramo. Jerica se vrže vmes in Renarda ubrani.

### 4. dejanje
Francozi pod Ljublejem omagujejo, Renard se zaveda, da se ljudske krvi ne da ukrotiti, da narodi otresajo verige, zato Jerici obljubi, da ne bo nikomur v vasi skrivil lasu. Tedaj pride generalovo povelje, da se mora vsa vojska takoj umakniti proti Kranju, obenem pa se zaslišijo vriski in pesem fantov, ki se zmagoslavno vračajo s planin. V ranjenem Renardu se vzbudi ponos, odšel bo s svojim oddelkom in pozabil na bolečine telesa in duha, ko bo padel za domovino; ob slovesu napove, da bo ta vrli, uporni narod segel jugu v roke in se dvignil močan iz stiske in bede. Konjenica odhaja, vas se veseli in slavi, krona slovesnosti pa je zaroka Jerica in Štefana: ljubita naj to grudo, kakor so jo njuni predniki, mogočneži pa naj pomnijo, da naša kri ni igrača!